# Кубок Ірландії з футболу 2021
Кубок Ірландії з футболу 2021 — 101-й розіграш кубкового футбольного турніру в Ірландії. Титул вчетверте здобув Сент-Патрікс Атлетік.

## Календар
| Раунд                 | Дата                                            | Матчі | Клуби   |
| --------------------- | ----------------------------------------------- | ----- | ------- |
| Кваліфікаційний раунд | 9–11 липня 2021                                 | 6     | 38 → 32 |
| 1/16 фіналу           | 23–25 липня 2021                                | 16    | 32 → 16 |
| 1/8 фіналу            | 27–29 серпня 2021                               | 8     | 16 → 8  |
| 1/4 фіналу            | 17 вересня 2021, 21 вересня 2021 (перегравання) | 4+1   | 8 → 4   |
| 1/2 фіналу            | 22 жовтня 2021                                  | 2     | 4 → 2   |
| Фінал                 | 28 листопада 2021                               | 1     | 2 → 1   |

## 1/8 фіналу
| Команда 1                  | Рахунок      | Команда 2            |
| -------------------------- | ------------ | -------------------- |
| 27 серпня 2021             |              |                      |
| Вотерфорд Юнайтед          | 4:1          | Кілнаманаг (3)       |
| Дандолк                    | 5:1          | Сент-Мочтас (3)      |
| Фінн Гарпс                 | 1:0          | Деррі Сіті           |
| Корк Сіті (2)              | 1:1 пен. 1:4 | Сент-Патрікс Атлетік |
| УКД (2)                    | 2:1          | Лонгфорд Таун        |
| 28 серпня 2021             |              |                      |
| Мейнут Юніверсіті Таун (3) | 3:2          | Ков Рамблерс (2)     |
| 29 серпня 2021             |              |                      |
| Кіллестер Доннікарні (3)   | 0:2          | Вексфорд Ютс (2)     |
| Богеміан                   | 2:1          | Шемрок Роверс        |

## 1/4 фіналу
| Команда 1            | Рахунок | Команда 2                  |
| -------------------- | ------- | -------------------------- |
| 17 вересня 2021      |         |                            |
| Фінн Гарпс           | 3:3     | Дандолк                    |
| УКД (2)              | 2:3     | Вотерфорд Юнайтед          |
| Сент-Патрікс Атлетік | 3:0     | Вексфорд Ютс (2)           |
| Богеміан             | 4:0     | Мейнут Юніверсіті Таун (3) |

Перегравання
| Команда 1       | Рахунок | Команда 2 |
| --------------- | ------- | --------- |
| 21 вересня 2021 |         |           |
| Фінн Гарпс      | 3:1 дч  | Дандолк   |

## 1/2 фіналу
| Команда 1            | Рахунок | Команда 2         |
| -------------------- | ------- | ----------------- |
| 22 жовтня 2021       |         |                   |
| Сент-Патрікс Атлетік | 3:1     | Дандолк           |
| Богеміан             | 1:0     | Вотерфорд Юнайтед |

## Фінал
| 28 листопада 2021 18:00 (EEST) |

| Богеміан                                      | 1:1 дч   | Сент-Патрікс Атлетік                               |
| --------------------------------------------- | -------- | -------------------------------------------------- |
| Філі 107'                                     | Протокол | Форрестер 105+2'                                   |
|                                               | Пенальті |                                                    |
| - Девой - Левінгстон - Маллон - Вілсон - Вард | 3:4      | - Куглан - Кінг - Форрестер - Макклілланд - Бенсон |

| Авіва, Дублін Глядачів: 37 126 Арбітр: Роб Хеннессі |